# Лужки (Ленинградская область)
Лужки (до 1948 года Карьялайнен, фин. Karjalainen) — посёлок в Приморском городском поселении Выборгского района Ленинградской области.

## Название
Существует две версии происхождения финского названия деревни. Первая версия — от названия каменистой семикилометровой гряды, по-фински именуемой «kariala», что протянулась от северо-восточной окраины деревни. Вторая версия — название деревни происходит от родового имени его жителей. Пааво Карьялайнен упоминается деревенских в налоговых списках 1635 года.
Прибывшие после окончания войны на жительство в деревню Карьялайнен советские переселенцы организовали в деревне совхоз № 2 Ленсвиноводтреста. Летом 1947 года на собрании рабочих совхоза было принято решение о переименовании деревни Карьялайнен в деревню Лужки.

## История
В числе старейших обитателей деревни Карьялайнен в 1544 году были отмечены Олли Курко, О. Паавилайнен, Кауппи и Лаури Таллинен. В то время в селении насчитывалось 12 крестьянских дворов.
К 1570-му году в деревне осталось девять платёжеспособных и 16 неплатежёспособных хозяйства. Среди жителей деревни, кроме прочих, отмечены Ману Кауппи, Лаури Кости, М. Кукко, а также Лаури и Олли Таамилайнен.
В 1600 году количество платёжеспособных хозяйств осталось прежним, а общее число хозяйств сократилось до 16.
В 1635 году в деревне поселился Олли Сойтту, а в 1680 году — Пекка Липпо.
В результате Северной войны к 1706 году в деревне уцелело только три двора с населением 11 душ.

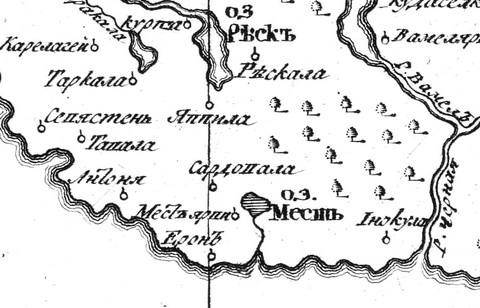
Деревня Карьялайнен (Карелагей) на русской карте 1745 года

На русской карте 1745 года упоминалась как деревня Карелагей.
В 1810 году население деревни составляло 225 человек.
В 1908 году в деревне была построена школа, в ней обучалось 22 ученика.

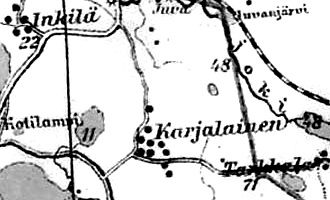
Деревня Карьялайнен на финской карте 1923 года

До 1939 года деревня Карьялайнен входила в состав волости Куолемаярви Выборгской губернии Финляндской республики. К 1939 году количество учеников выросло до 34. Всё это время школьным учителем работал выпускник Сортавальской семинарии Антон Юннола. Накануне советско-финляндской войны в деревне насчитывалось более 80 дворов, 3 декабря 1939 года она сгорела.
С 1 января 1940 года — в составе Хумалиокского сельсовета Койвистовского района.
С 1 июля 1941 года по 31 мая 1944 года финская оккупация.
С 1 октября 1948 года — в составе Рябовского сельсовета Приморского района.
С 1 января 1949 года деревня Карьялайнен учитывается административными данными как деревня Лужки.
С 1 июня 1954 года — в составе Рощинского района.
В 1958 году деревня насчитывала 422 жителя.
С 1 февраля 1963 года — в составе Выборгского района.
В 1960-е годы на территории посёлка появились новые жилые корпуса городского типа, в которые переехали жители окрестных деревень. Сами же деревни после этого были ликвидированы.
Согласно административным данным 1966 и 1973 годов посёлок Лужки находился в составе Рябовского сельсовета.
По данным 1990 года посёлок Лужки находился в составе Краснодолинского сельсовета.
В 1997 году в посёлке Лужки Краснодолинской волости проживали 127 человек, в 2002 году — 162 человека (русские — 91 %).
В 2007 году в посёлке Лужки Приморского ГП проживали 100 человек, в 2010 году — 103 человека.

## География
Посёлок расположен в западной части района на автодороге 41К-410 (подъезд к пос. Лужки).
Расстояние до административного центра поселения — 24 км.
Расстояние до ближайшей железнодорожной станции Куолемаярви — 8 км. 
Через посёлок протекает река Окунёвая.

## Демография
| 2007 | 2010 | 2017 | 2021 |
| ---- | ---- | ---- | ---- |
| 100  | ↗103 | ↘92  | ↗194 |

## Улицы
Вербный переулок, Звёздная, Кольцевая, Лесной переулок, Лужковый проезд, Малый Лужковый проезд, Огородный переулок, Оградная, Озёрный проезд, Полевая, Поселковая, Рябовский проезд, Рябовское шоссе, Садовая, Садовый переулок.